# Електронна лампа на Баркхаузен-Курц
Електронна лампа на Баркхаузен-Курц, наричана също електронна лампа със забавящо поле, рефлексен триод, осцилатор на Баркхаузен-Курц, е електронен осцилатор с висока честота, изобретен през 1920 г. от немски физици Хайнрих Георг Баркхаузен и Карл Курц.

## Видове лампи
TU50 е електронна лампа на Баркхаузен-Курц, разработена през 1940 г. от германската телевизионна компания Фернзех, базирана в Берлин. Тази лампа генерира 400 MHz предавателя на системата за дистанционно управление Тоне-Седорф на германските въоръжени сили (Вермахта) през Втората световна война. Електронната схема генерира микровълни, около същия магнетрон, в който е поставен. Схемата операри с положително напрежение между плочата с нулев потенциал. Отрицателните електрони, излъчвани от катода, се ускоряват към положителната мрежа. Повечето преминават между проводниците на решетката и се приближават до анода. Анодът с нисък потенциал отблъсква електроните и те се обръщат обратно, преди да ударят плочата. След това те се ускоряват обратно към решетката, която е по-положителна от анодната плоча, отново преминават през мрежовите проводници и след това се отблъскват от отрицателния катод, като посоката им се обръща точно преди достигане на повърхността. Електроните продължават да осцилират напред-назад през решетката, докато един по един ударят мрежовите проводници.

## Галерия
- Електронна лампа на Баркхаузен-Курц изобретена през 1933 г.
- Английска антена, в която се използва Електронна лампа на Баркхаузен-Курц
- Принципна схема на PC88 Електронна лампа на Баркхаузен-Курц